# Hockergrab

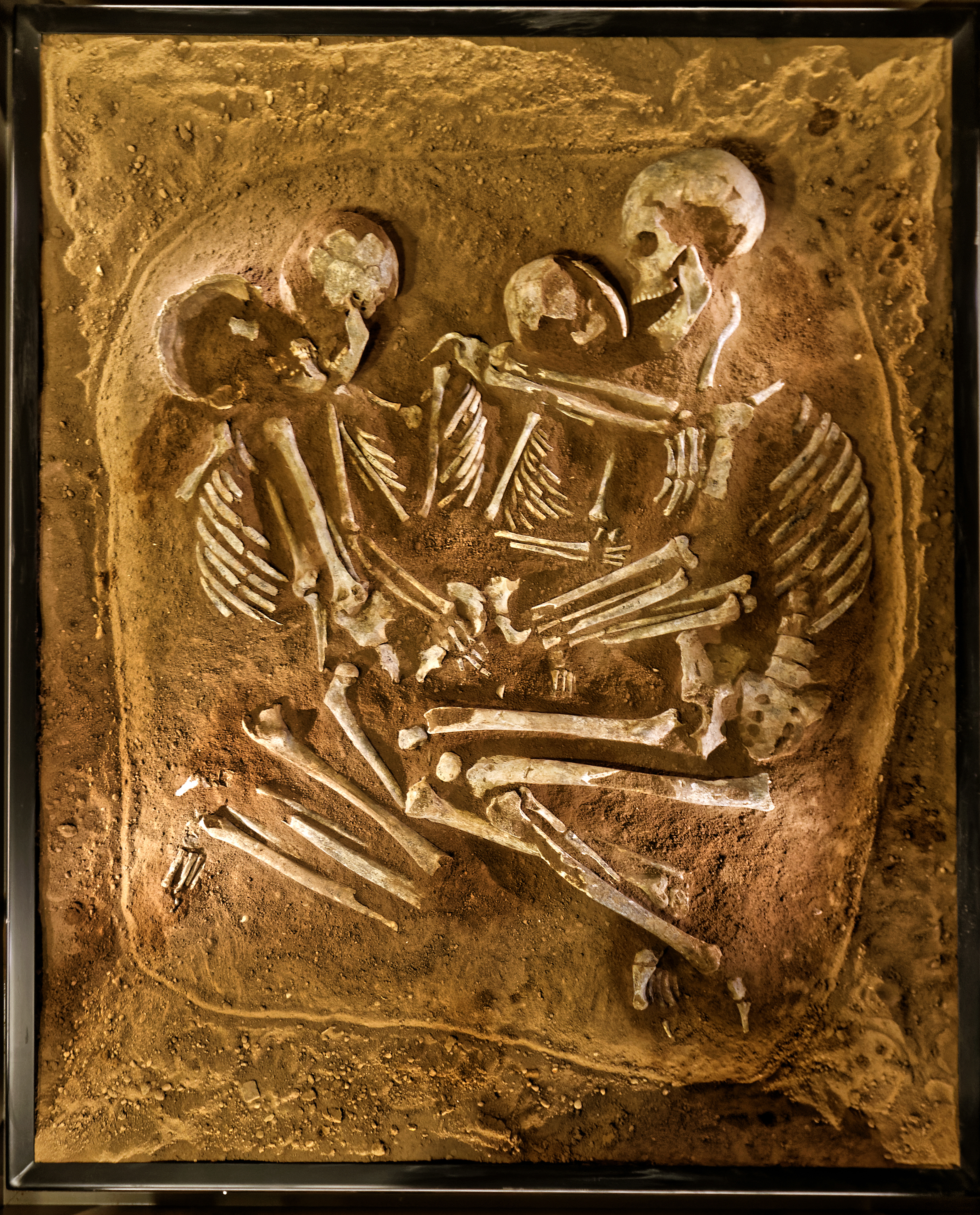
Hockergrab mit vier menschlichen Skeletten, im Deutschordensmuseum von Bad Mergentheim, ca. 2500 vor Christus

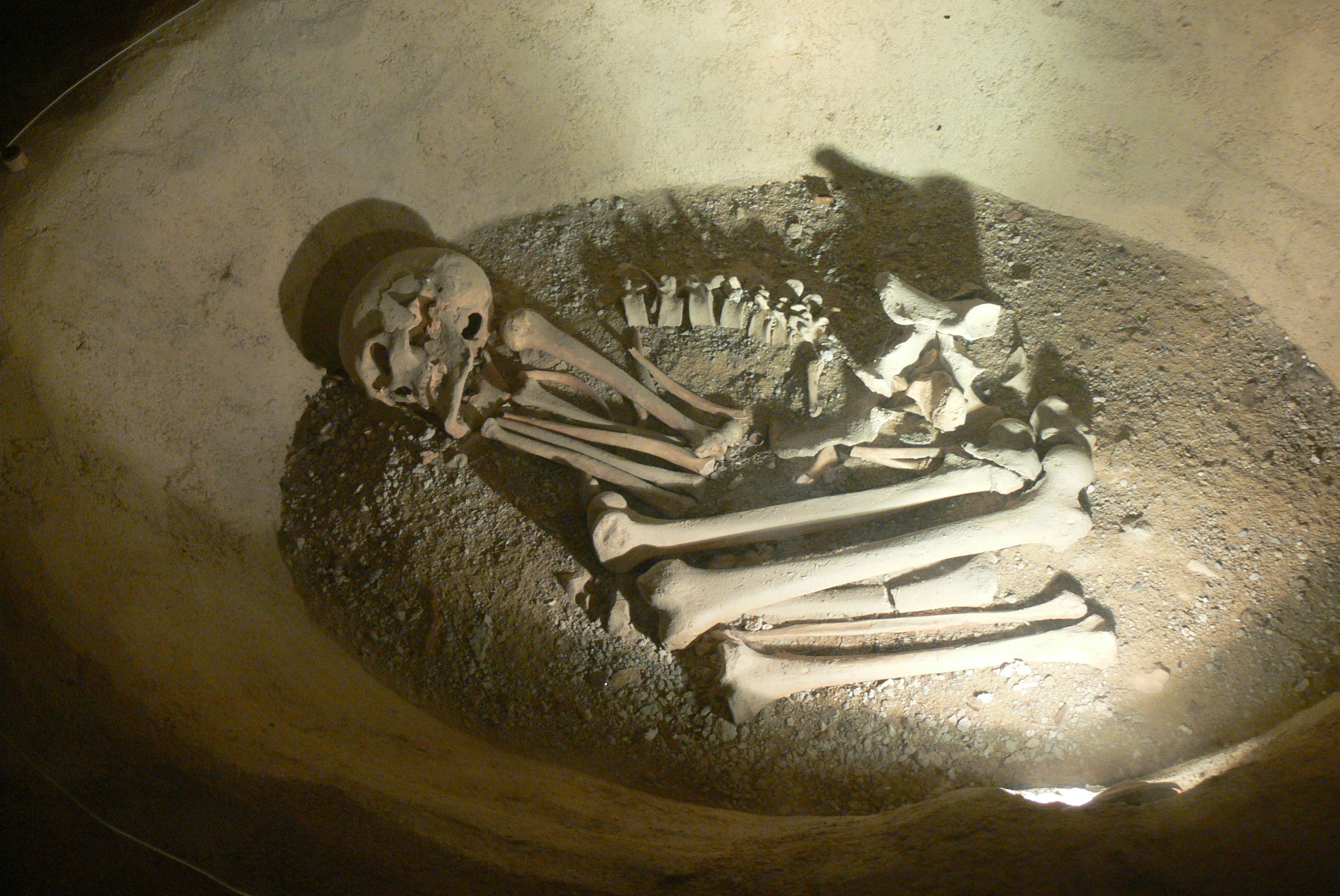
Hockergrab aus der Hallstattzeit, Mitterkirchen/Oberösterreich

Mit Hockergrab, Hockgrab oder Hockerbestattung (Kurzsprechweise: „Hocker“ (englisch Crouched burial)) werden Körperbestattungen bezeichnet, bei denen der Leichnam mit angewinkelten Armen und Beinen niedergelegt wurde. Es gibt seitliche Hocker, Hocker in Bauch- und Hocker in Rückenlage.

## Archäologische Erfassung
Bei der – z. B. archäologischen – Beschreibung von Hockerbestattungen werden vornehmlich die Ausrichtung des Toten nach den Himmelsrichtungen, seine Blickrichtung, die Lage von Becken und Schulterblättern (ob auf dem Rücken oder der Seite) und die Seite, auf der die Extremitäten liegen, berücksichtigt. Ferner gehört der Grad der Anwinklung in jedem Gelenk zur Dokumentation, da z. B. extreme Anwinklung auf eine ehemalige Umwickelung des Leichnams hinweisen kann.

## Steinzeit, Kupferzeit und Bronzezeit
Hockergräber gehören zu den ältesten bekannten Beerdigungsformen. Die ältesten bisher gefundene Gräber datieren noch in die Jüngere Altsteinzeit. In Europa war diese Bestattungsform ab der frühen Jungsteinzeit (ca. 5600 bis 2200 v. Chr.) bis in die frühe Bronzezeit die häufigste. In manchen Kulturen, v. a. der späten Kupferzeit, wurden die Toten in geschlechtsspezifischer Position, getrennt nach Himmelsrichtungen und Seitenlage niedergelegt. So liegen z. B. die weiblichen Skelette der Glockenbecherkultur mit nach rechts gehockten Extremitäten, nach Süden ausgerichtet und die männlichen Toten auf der linken Seite, nach Norden ausgerichtet. Ebenso können sich gleichzeitige Kulturen in der Art der Totenniederlegung unterscheiden.

## Naturvölker
Die Hockgrab-Bestattung wird, etwa bei Naturvölkern, noch heute praktiziert. Ob die Gründe dafür lediglich in der offensichtlichen Arbeitsersparnis oder aber auch in abstrakten Vorstellungen zu suchen sind (Nachahmung der Schlafstellung, „Fesselung“ aus Furcht vor einer Wiederkehr des Toten), bleibt im einzelnen Gegenstand der einschlägigen Forschung.